# Papiro Oxirrinco 5101

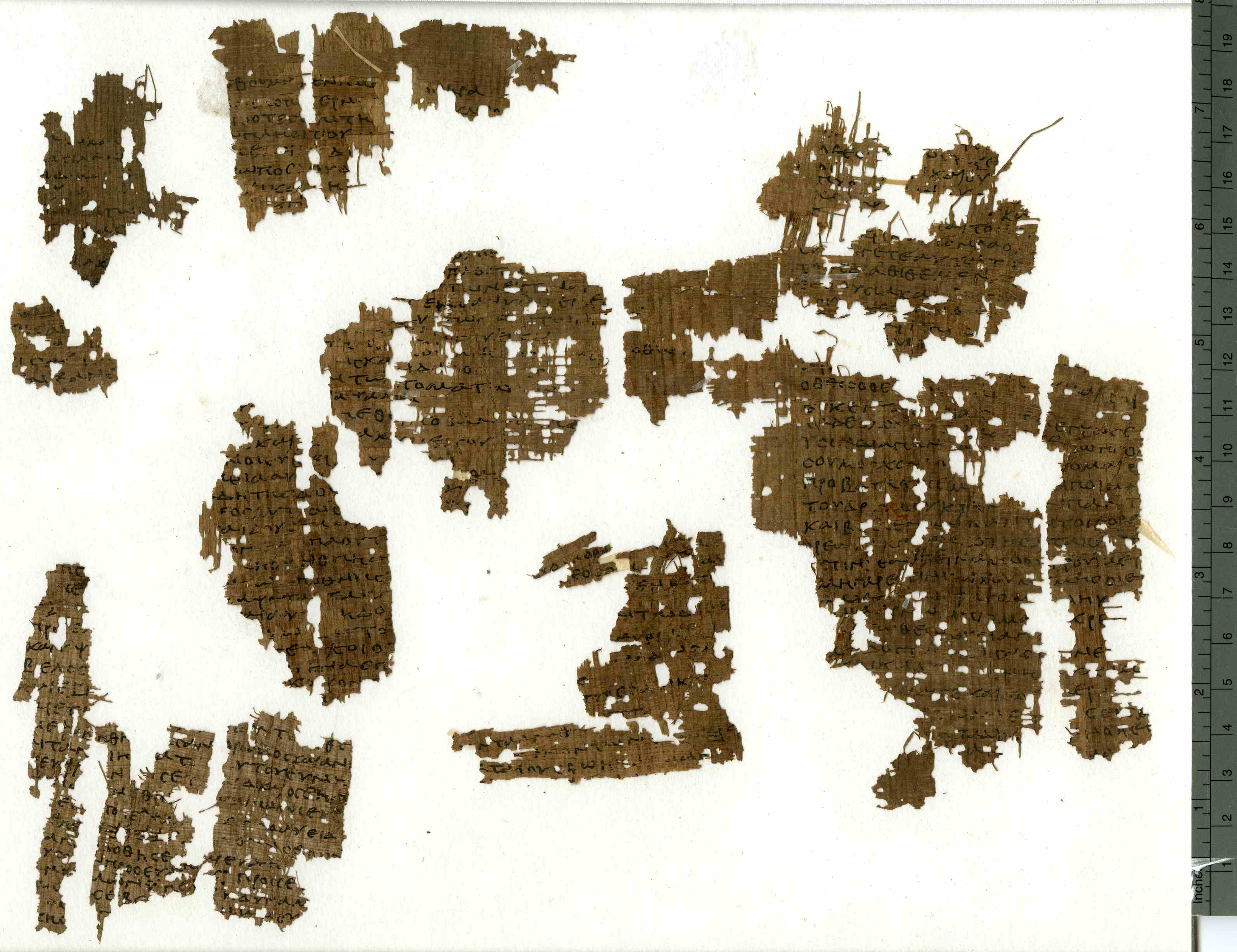
El Papiro Oxirrinco 5101

El Papirus Oxyrhynchus 5101, designado como P.Oxy.LXXVII 5101 son fragmentos de un manuscrito en idioma griego koiné de la Septuaginta escrito en papiro, en forma de rollo. Este es uno de los manuscritos descubiertos en Oxirrinco, ha sido catalogado con el número 5101. Paleográficamente ha sido fechado entre el año 50 y 150 d. C. Al manuscrito también se le conoce con el número 2227 en la lista de manuscritos de la Septuaginta según la clasificación de Alfred Rahlfs.

## Descripción
Se conservan fragmentos de seis columnas del manuscrito, que contienen Salmos 26:9-14; 44:4-8; 47:13-15; 48:6-21; 49:2-16; 63:6-64:5 de acuerdo a la numeración de la Septuaginta. Estos fragmentos fueron publicados en el año 2011 por Danielę Colomo y W.B. Henryego en The Oxyrhynchus Papyri (Los Papiros de Oxirrinco), parte LXXVII (77).
El texto fue escrito por un inexperto y en letras unciales unciales. 

### Tetragrámaton
En el texto se encuentra tres veces el tetragrámaton escrito en caracteres paleohebreos (𐤉𐤅𐤄𐤅) y precedido por el artículo griego, señal quizás que el escriba estaba copiando un texto que tenía no 𐤉𐤅𐤄𐤅 sino la palabra griega κύριος y como indicado también por el espacio reservado para un término más largo que las cuatro letras del tetragrámaton.

## Texto griego
Ejemplos del texto griego, según A. R. Meyer:
Salmos 26:14 (LXX)
[και εψευσατο] η α[δικια ε]αυτη

[πιστευω του ι]διν τα αγαθα

[εν γη ζωντων υπο]μενοντων τον [יה]הו

[ανδριζου και κρ]αταιουσθω η καρδια σ[ου]

[και υπομεινο]ν τ[ον] יהוה 
Salmos 64:2 (LXX)
[.]. [ ] εις το τελψαλμος τω Δαυειδ [

[σοι πρ]επει יהוה υμνος εν Σειων [

[και σοι] αποδοθησεται ευχη [

[εισακο]υσον προσευχης: προς σε π[ασα 

## Ubicación actual
El manuscrito se guarda en la sección de Papirología, en el Biblioteca Sackler en Oxford (20 3B.36/J(4)B + 27 3B.38/N(1)B + 27 3B.41/J(1-2)c).